# Every Little Thing
Every Little Thing (conhecida também como ELT) é uma banda japonesa de J-pop e soft rock que estreou com o single "Feel My Heart" em agosto de 1996. Atualmente o ELT é uma dupla formada por Kaori Mochida e Ichiro Ito. 
No inicio possuía três integrantes, mas no ano 2000; Mitsuru Igarashi, o fundador da banda, deixou o grupo para se dedicar à produção musical de outros artistas, como Dream e Day After Tomorrow, esse último sendo muito criticado por ter o som muito parecido com ELT.
Embora não tenha voltado à banda, entre 2009 e 2010, Mitsuru Igarashi produziu 12 músicas para o ELT.

## História
A banda foi criada por Mitsuru Igarashi, em 1996. Igarashi, na época, era produtor do selo Avex e procurava uma garota para formar uma dupla, com ele como tecladista. Ele escutou uma fita demo de Kaori Mochida, que então era uma jovem garota tentando seguir sua carreira musical, após ter deixado o seu conjunto, chamado The Kuro Buta All-Stars (um grupo com várias garotas, parecido com o Morning Musume). Ela ainda estava na escola naquele momento.
Igarashi ficou atônito apos escutar à Kaori, impressionado por sua voz, forte e doce ao mesmo tempo. Ele a chamou para fazer parte de uma nova banda, e ela aceitou. Igarashi tinha um amigo guitarrista, Ichiro Ito, a quem pediu ajuda na gravação do primeiro single da dupla, chamado "Feel My Heart", escrito, composto, produzido e com arranjo feito pelo próprio Igarashi, e Ito concordou em ajudá-lo; depois que "Feel My Heart" foi tão bem nas paradas e com o grupo ganhando popularidade, Ito finalmente decidiu permanecer permanentemente no grupo com Mochida e Igarashi.
O primeiro álbum, chamado Everlasting foi um grande sucesso, vendendo aproximadamente 2 milhões de cópias no Japão, e marcando ELT commo uma banda popular que ainda ficaria muito tempo nos olhos do público. A banda alcançou 1º lugar nas paradas da Oricon pela primeira vez com seu quarto single, "For the moment".
O segundo álbum da banda, intitulado Time to Destination, lançado em 1998, foi um dos álbuns mais vendidos daquele ano, e ainda hoje continua sendo um dos mais vendidos da banda. Além deste álbum ter se tornado o 10º mais vendido de todos os tempos no Japão, ele também incluiu o single mais vendido da banda, "Time Goes By", que é uma canção estilo balada.
No lançamento do terceiro álbum de estúdio da banda, Eternity, em 2000, Mitsuru Igarashi decidiu deixar a banda para produzir outros artistas dentro da Avex, e desde então, Every Little Thing ficou conhecido como uma dupla (como planejado pelo Igarashi no começo). Com o lançamento de seu 16º single, "Ai no kakera", ELT mudou seu estilo do pop rock sintetizado (assinatura de Igarashi) para um rock mais leve e acústico. O single "Sure", que foi a "última" canção da qual Igarashi participou, foi a primeira canção marco da transição, e o single "Ai no kakera" marcou definitivamente essa transição. Seu single "Fragile", lançado em 1º de Janeiro de 2001, se tornou um verdadeiro sucesso, um dos maiores hits do ELT de todos os tempos, vendendo aproximadamente 829,580 copias em 2001; sua música b-side, "Jirenma", foi uma das músicas de encerramento do "anime movie" Initial D Third Stage.
Em 3 de Março de 2004, foi lançado o 6º álbum de estúdio da banda, Commonplace, que vendeu 313,647 cópias, o que foi consideravelmente menos que os anteriores.
A popularidade do ELT declinou ao longo dos anos, mas, apesar de muitas bandas similares como Day After Tomorrow terem se dissolvido, ELT continua a ser uma das poucas bandas mais antigas que ainda está unida. Em Novembro de 2004 a dupla lançou seu 28º single, "Koibumi / good night", que foi uma surpresa para muitos porque foi comparativamente bem nas paradas, vendendo mais que muitos dos singles anteriores. Esse resultado pode ser devido ao fato de que a 2ª música, "Good night", foi tema para o jogo Tales Of Rebirth.
Every Little Thing lançou relativamente pouco material em 2005, sendo apenas um single, que foi "Kimi no te", e o álbum acústico Acoustic:Latte.
Durante a turnê commonplace 2004-2005, Mochida sofria de bronquite, o que afetou seu estilo de cantar durante a turnê e também no 7º álbum da banda, Crispy Park, lançado dia 9 de Agosto de 2006 (dia do 10º aniversário da banda). O estilo de cantar de Mochida mudou um pouco em cada álbum, indo de uma voz mais clara e suave para uma voz mais alta e bonita.
Em março de 2006 a banda lançou seu 30º single, chamado "Azure moon", e mais tarde, antes do 10º aniversário, eles lançaram o 31º single, "Hi-Fi-Message". Uma turnê de 10º aniversário se seguiu entre 2006 e 2007, com o lançamento do já citado Crispy Park. Seu 32º single, "Swimmy", lançado em 30 de Agosto de 2006 foi tema do drama Kekkon Dekinai Otoko.
Em 2007 foram lançados mais dois singles, o 33º, "Kirameki Hour", e o 34º, "Koi wo shiteiru/fuyu ga hajimaru yo", cuja 2º faixa foi uma regravação de uma música do cantor Makihara Noriyuki, com a participação do próprio.
Em Fevereiro de 2008 houve o lançamento do 35º single "Sakurabito", seguido do 8º álbum de estúdio, Door, lançado dia 5 de Março. Mais tarde foi lançado o 36º single "Atarashi Hibi/Ogon no Tsuki".
No início de 2009, Mochida começou a dedicar mais tempo a sua carreira solo, assim como Ito. Apesar disso, os dois continuam juntos como Every Little Thing. Houve o lançamento de 2 singles nesse mesmo ano, o 37º, "Dream Goes On/Spearmint" e o 38º, "Tsumetai Ame/(They Long To Be) Close To You", que para surpresa geral, foram produzidos por ninguém menos que Mitsuru Igarashi, embora ele não tenha retornado oficialmente à banda.
Em 23 de Dezembro de 2009 foi lançado uma compilação chamada Every Best Singles〜Complete〜, que contém quase todos os a-sides dos singles já lançados do ELT.
O 39º single, "Change", saiu no dia 24 de fevereiro de 2010, e um mês depois, no dia 24 de março de 2010 foi lançado homônimo 9º álbum de estúdio da banda, cuja produção ficou toda por conta do Igarashi. Também foi lançada uma edição limitada com CD + DVD.
De 2009 a 2010 a banda entrou novamente em turnê, dessa vez chamada "Meet".
Para comemorar o aniversário de 15 anos da banda, em 23 de fevereiro de 2011 foram lançados o 40º e 41º singles, "Moon" e "Star", simultaneamente.
Em 13 de julho de 2011 foi lançado o 42º single "Sora/Koe", que faz parte da trilha sonora do 14º filme de Pokémon.
Em 24 de agosto de 2011 foi lançado o 43º single "Ai ga aru/Arigatou wa sono tame ni aru", e a música "Ai ga aru" foi usada como tema de abertura de uma série da Fuji TV chamada Zenkai Girl.
Em 21 de setembro de 2011 foi lançado o 10º álbum de estúdio da banda com o nome Ordinary, seguindo um estilo mais soft rock sem muitas músicas mais agitadas.
Em 7 de dezembro de 2011 foi lançado o 44º single, "Landscape", que conteve 3 versões da faixa título mais uma versão remix de "Ai ga Aru". 
Depois deste lançamento, a banda saiu em nova turnê, nomeada de acordo com o 10º álbum, "Ordinary".
Essa turnê marca o ano em que a banda completa 15 anos, então houve um evento especial nos dias 18 e 19 de fevereiro, com direito a várias coisas, de performance ao vivo até jantar especial com os integrantes da banda. Além disso, devido ao sucesso da turnê houve shows adicionais, e alguns deles chegaram a esgotar a bilheteria.
Após isso, "Mochi" seguiu focada no lançamento de seu próximo álbum solo e na sua turnê individual "manu a manu". 
"Ikkun" aparentemente se casou 24 de dezembro de 2011, e de lá para cá apenas deu uma entrevista 31 de maio de 2012 sobre seus gostos musicais. Provavelmente tem se dedicado mais a sua família que a sua carreira solo em 2012.

## Membros
Membros atuais
- Kaori Mochida (持田 香織, Mochida Kaori) - Apelido: Mochi - (Nascimento: 24 de Março de 1978) - Vocalista, compositora
- Ichiro Ito (伊藤 一朗, Itō Ichirō) - Apelido: Ikkun - (Nascimento: 10 de Novembro de 1967) - Guitarrista, compositor

Ex-integrantes
- Mitsuru Igarashi (五十嵐 充, Igarashi Mitsuru) (Nascimento: 17 de Maio de 1969) - Tecladista, produtor, compositor (1996-2000)

## Discografia

### Álbuns de estúdio
- 1997: Everlasting
- 1998: Time to Destination
- 2000: Eternity
- 2001: 4 Force
- 2003: Many Pieces
- 2004: Commonplace
- 2006: Crispy Park
- 2008: Door
- 2010: Change
- 2011: Ordinary
- 2014: Fun Fare
- 2015: Tabitabi

### Compilações
- 1997: The Remixes
- 1998: The Remixes II
- 1999: Every Best Single +3
- 2001: Every Ballad Songs
- 2001: Super Eurobeat Presents Euro Every Little Thing
- 2002: The Remixes III: Mix Rice Plantation
- 2002: Cyber Trance Presents ELT Trance
- 2003: Every Best Single 2
- 2005: Acoustic : Latte
- 2007: 14 Message: Every Ballad Songs 2
- 2009: Every Best Single: COMPLETE
- 2015: Every Best Single 2 〜MORE COMPLETE〜 (09/09/2015)

### Singles
1. Feel My Heart
2. Future World
3. Dear My Friend
4. For the Moment
5. Deatta koro no you ni
出逢った頃のように
6. Shapes of Love / Never Stop!
7. Face the Change
8. Time Goes By
9. Forever Yours
10. Necessary
11. Over and Over
12. Someday,Someplace
13. Over and Over/ELT Songs from L.A
14. Pray / Get into a Groove
15. Sure
16. Rescue Me/Smile Again
17. Ai no Kakera
愛のカケラ
18. Fragile/Jirenma
19. Graceful World
20. Jump
21. Kiwoku
キヲク
22. Sasayaka na Inori
ささやかな祈り
23. Untitled 4 Ballads
24. Grip!
25. Fundamental Love
ファンダメンタル・ラブ
26. Mata Ashita
また あした
27. Soraai
ソラアイ
28. Koibumi / Good Night
恋文 / Good Night
29. Kimi no Te
きみの て
30. Azure Moon
31. Hi-Fi Message
ハイファイ メッセージ
32. Swimmy
スイミー
33. Kirameki Hour
キラメキアワー
34. Koi wo shiteiru/fuyu ga hajimaru yo feat. Makihara Noriyuki
恋をしている / 冬がはじまるよ feat. 槇原敬之
35. Sakurabito
サクラビト
36. Atarashi Hibi
あたらしい日々
37. Dream Goes On
38. Tsumetai Ame
冷たい雨
39. Change
40. Moon
41. Star
42. Sora / Koe
宙-そら- / 響-こえ-
43. Ai Girl
アイガアル
44. Landscape
45. On and On (20/02/2013)
46. Harinezumi no Koi / Lien - 「ハリネズミの恋」(10/04/2013)
47. Anata To (22/04/2015)
48. Kira Kira / Akari (04/11/2015)